# 1985 (Enuff Z'nuff)
1985 è il quarto album in studio del gruppo Enuff Z'nuff, pubblicato dalla Big Deal Records nel 1994.
Contiene le prime canzoni scritte da Chip Z'Nuff e Donnie Vie verso la metà degli anni ottanta. Il brano Fingers on It è presente nel film Henry, pioggia di sangue del 1986.
L'album è stato ripubblicato nel 2000 per la Spitfire Records.

## Tracce
1. Tears of a Clown
2. Catholic Girls
3. Day By Day
4. No Second Time Around
5. Hollywood Squares
6. Fingers on It
7. Aroused
8. Marie
9. I'll Be the 1 2 Luv U
10. Goodbye, Goodbye
11. You Got a Hold of Me

## Formazione
- Donnie Vie – voce, chitarra ritmica, tastiere, pianoforte
- Chip Z'Nuff – basso, chitarra, voce
- Gino Martino – chitarra solista
- B.W. Boeski – batteria